# Fer-blanc
 (avril 2014).

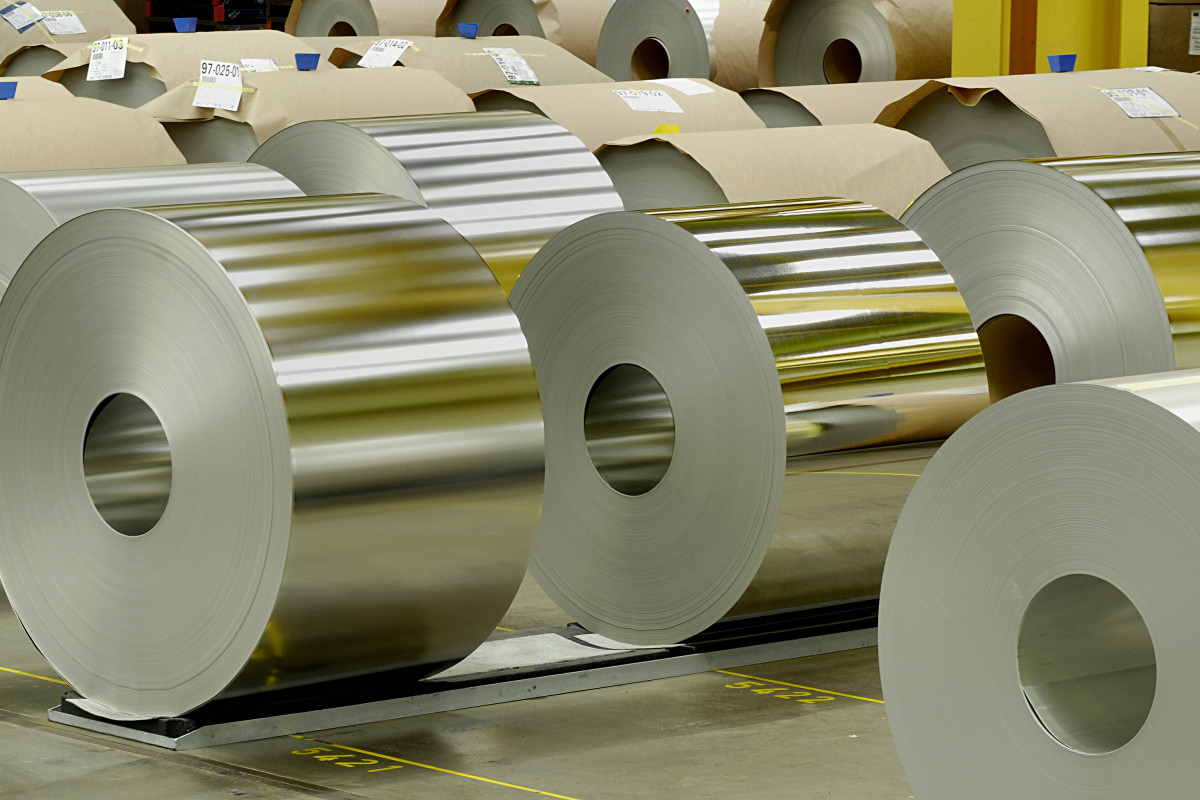
Des rouleaux de fer-blanc prêts à l'usage.

Le fer-blanc est une tôle d'acier doux ou extra doux (teneur en carbone inférieure à 0,08 %), d'épaisseur inférieure à 0,5 mm et recouverte d'étain sur les deux faces.
Il est essentiellement utilisé pour :
- la fabrication des emballages alimentaires métalliques destinés à la conserve alimentaire : boîte de conserve, mais aussi canette à boisson, boîtes à thé, boîtes à biscuits...
- la fabrication d'emballages pour divers produits industriels : aérosols, seaux et camions pour peinture, cire, cirage, boîte de cigares...

## Histoire

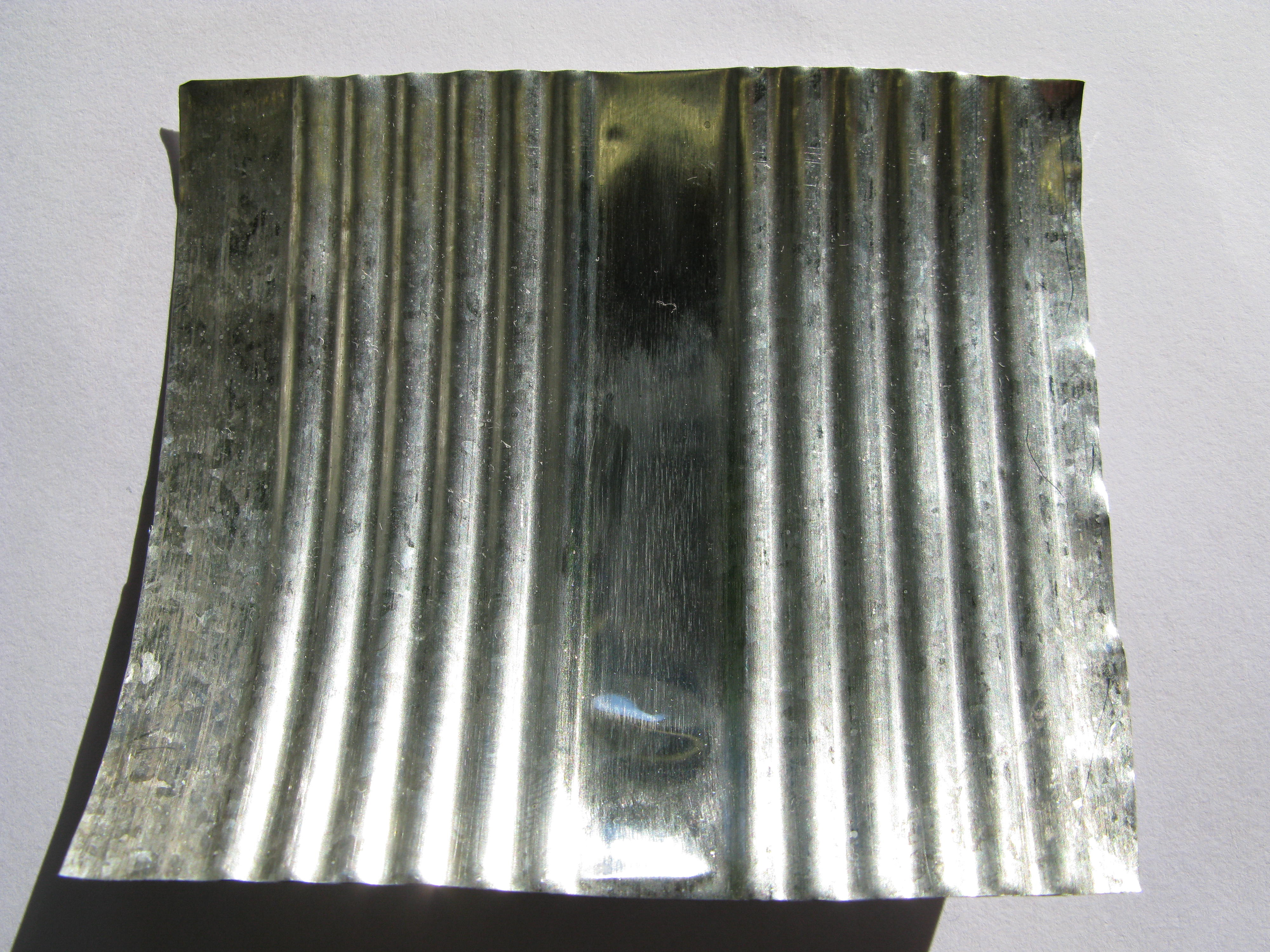
Intérieur d'une boîte de conserve.

L'invention du fer-blanc remonte au XIIIe siècle ; elle est attribuée aux métallurgistes de Bohême et de Saxe. Le secret de sa fabrication fut longtemps et précieusement conservé. À la demande de Colbert, ce matériau a été importé en France par des techniciens allemands.
La première manufacture de fer-blanc en France est fondée en 1665 à Beaumont-la-Ferrière dans la Nièvre. D'autres s'installent en Franche-Comté, en Alsace ou en Normandie. Mais elles périclitent bientôt sous la concurrence des Anglais et des Gallois qui sont passés maîtres dans l'art de la fabrication du fer-blanc. 
La production du fer-blanc reste l'apanage de la Grande-Bretagne qui fournit la totalité de la demande française jusqu'aux dernières années du XIXe siècle. 
La production se faisait à l'origine feuille à feuille, par un trempé dans l'étain en fusion après un décapage minutieux. Le procédé moderne d'étamage se fait par électrolyse sur une bande d'acier qui défile à grande vitesse. Cette bande à étamer sert de cathode, l'anode est constituée par des barres d'étain pur, qui alimentent l'électrolyte en ions Sn2+. L'électrolyte est composé d'acide 4-hydroxybenzènesulfonique (HO-C6H4-SO3H) et de divers produits d'addition.
L'épaisseur d'étain déposé est fonction de l'agressivité du contenu prévu (par exemple, l'acidité d'une choucroute est plus contraignante qu'un lait maternisé en poudre).
Cet alliage « sandwich » d’acier et d’étain présente une bonne dureté et garantit une grande résistance à la corrosion.
C’est un alliage non toxique, c’est pourquoi il est utilisé massivement dans le conditionnement alimentaire.

## Remarques

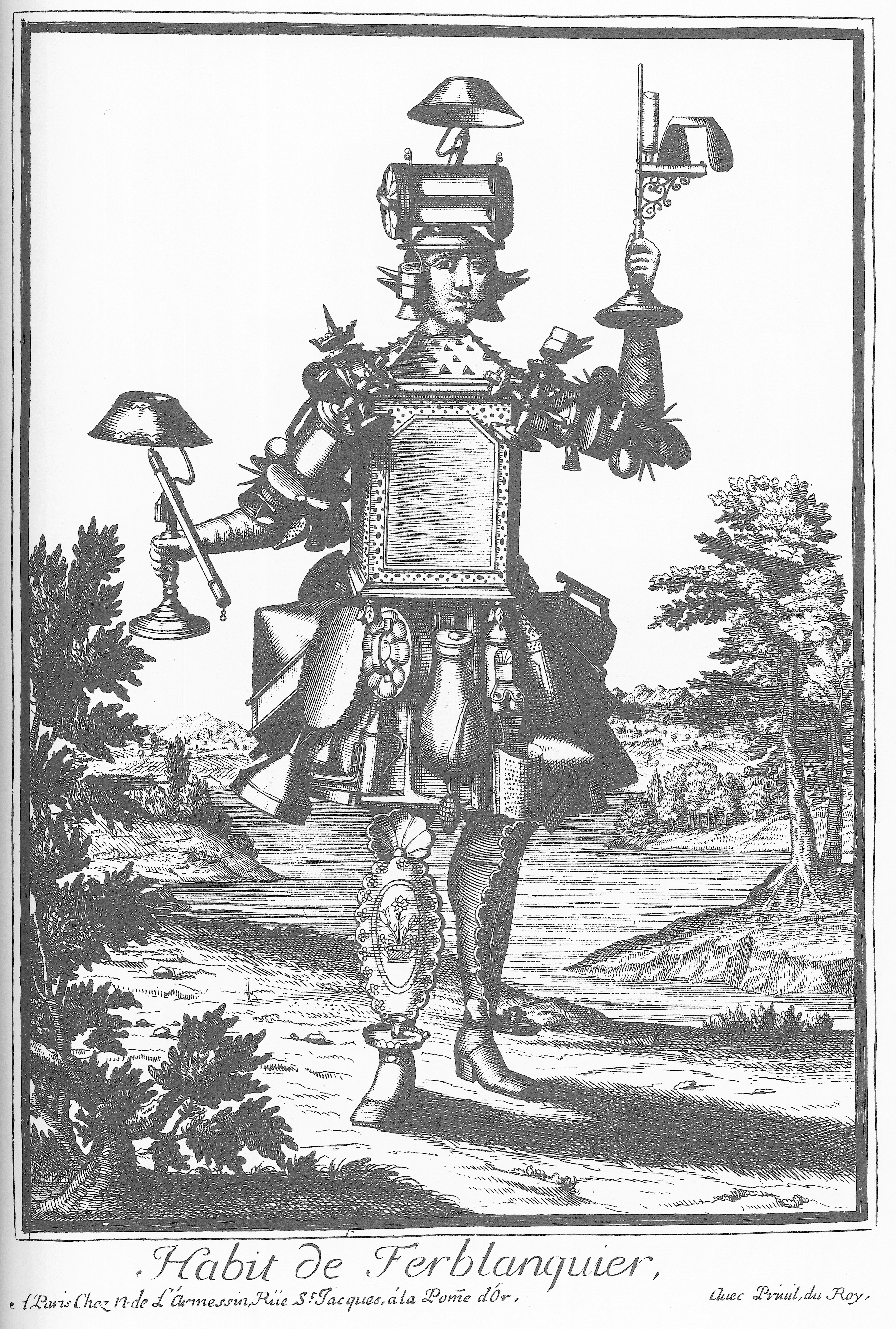
Habit de ferblantier (Nicolas II de Larmessin, Costumes grotesques)

Des ouvriers ou artisans fabriquant des ustensiles de ménage ou de jardinage en acier galvanisé, profession pratiquement disparue, sont aussi appelés ferblantiers, ainsi que des ouvriers et artisans couvreurs-zingueurs, posant et façonnant des ouvrages de toiture en acier galvanisé ou dans un autre métal (zinc, cuivre…).
Au Québec, le métier de ferblantier consiste surtout à préparer, fabriquer et installer des conduits de ventilation en tôle galvanisée.